# Duma Key
Duma Key è un romanzo horror del 2008 scritto da Stephen King, vincitore del Premio Bram Stoker.

## Trama
Edgar Freemantle è un imprenditore edile che, a seguito di un incidente di lavoro, perde il braccio destro riportando anche gravi danni all'area di Broca, l'area del cervello deputata al linguaggio. Le frequenti dimenticanze lessicali e i suoi improvvisi scatti di aggressività minano fortemente la sua relazione coniugale con la moglie Pam. Il matrimonio si conclude non molto dopo l'incidente quando la moglie, impaurita e sconcertata dall'ingestibilità della situazione, decide di divorziare.
Lo psichiatra di Edgar gli consiglia di distaccarsi dalla sua "vita precedente" trasferendosi in un altro luogo, Duma Key, lontano dagli ambienti a lui familiari.
Inizia per il protagonista una nuova vita; egli decide di prendere in affitto una deliziosa villa sul mare, un luogo dai paesaggi suggestivi. Durante il suo soggiorno a Duma, Edgar risulta essere particolarmente affascinato dai tramonti sul mare e decide di ritrarli con delle particolari varianti scoprendo, in tal modo di avere un talento innato per la pittura. 
Spronato dai giudizi positivi della figlia Ilse, e degli amici Jack e Jerome Wireman (vicino di casa nonché badante di Elizabeth, l'anziana proprietaria della villa dove vive il protagonista), Edgar decide di mostrare i suoi dipinti ad alcuni esperti dell'ambito artistico. I suoi lavori, seppur inquietanti, ottengono un immediato successo al punto che gli viene proposto di tenere una mostra in una nota Galleria d'arte. 
Si accorge anche, però, che nei suoi quadri c'è qualcosa di terrificante, perché diventano macabre profezie, capaci di togliere la vita a chi li acquista.  Deve quindi capire qual è il mistero che avvolge l'isola e, con l'aiuto dell'intraprendente Jerome, riesce a dipanare l'intricata matassa dell'arcana presenza maligna che infesta il posto. Ricostruisce anche il tremendo passato di Elisabeth Eastlake,  che aveva il suo stesso talento e la cui famiglia era stata colpita da una serie di tragedie. Il prezzo che Edgar deve pagare per sconfiggere la malefica entità è, però, molto alto: la morte di sua figlia Ilse e la perdita di due cari amici. Solo allora riuscirà a riappropriarsi della sua vita.

## Edizioni
- Stephen King, Duma Key, traduzione di Tullio Dobner, collana Narrativa, Sperling & Kupfer, 2008,  p. 743.